# Vlag van Chili
De nationale vlag van Chili bestaat uit twee gelijke horizontale balken in de kleuren wit (bovenkant) en rood; er is een blauw vierkant van dezelfde hoogte als de witte band op de bovenhoek aan de hijskant; het vierkant bevat in het centrum een witte vijfbenige ster. Deze ster symboliseert de nastreving van vooruitgang en eer. Het blauw symboliseert de hemel; het wit staat voor de met sneeuw bedekte Andes, en de rode band vertegenwoordigt het bloed dat vloeide in de strijd om onafhankelijkheid te bereiken.

## Geschiedenis
In het begin van de negentiende eeuw werd in Chili de roep om een nationale vlag steeds luider. In het land werd gestreden tussen voor- en tegenstanders van onafhankelijkheid van Spanje. Op 30 september 1812 werd de eerste nationale vlag officieel aangenomen. Deze vlag was een driekleur in de kleurencombinatie blauw-wit-oranje. In mei 1814 kregen de aan Spanje getrouwe troepen de overhand en verdween de eerste Chileense vlag in de geschiedenisboeken; de voorstanders van onafhankelijkheid gingen onder de Argentijnse vlag vechten.
Op 18 oktober 1817, kort nadat een Spaans leger in Chili door een Argentijns leger onder leiding van José de San Martín verslagen werd, werd een nieuwe vlag voor Chili aangenomen. Deze vlag heette de 'Vlag van de Overgang' (Bandera de la Transición). Deze is gebaseerd op de vlag uit 1812, waarbij het oranje werd vervangen door rood. Dit rood staat voor het bloed dat in de onafhankelijkheidsstrijd is gevloeid. Het wit in de vlag staat voor het gebergte de Andes en het blauw voor de lucht.

Vlag mogelijk gebruikt door Mapuche-troepen tijdens de vroege 18e-eeuwse Arauco-oorlog.
Vlag van de Patria Vieja (1812-1814). Eerste Chileense nationale vlag. Eenvoudige versie zonder schild, gebruikt door koopvaardijschepen.
Vlag van Patria Vieja (1812-1814). Alternatieve versie met de eerste Chilean shield, Kruis van Santiago en omgekeerde blauwe en witte strepen.
Mogelijke vlag gebruikt voor slechts paar dagen in 1817.
Vlag van de Overgang (1817-1818)
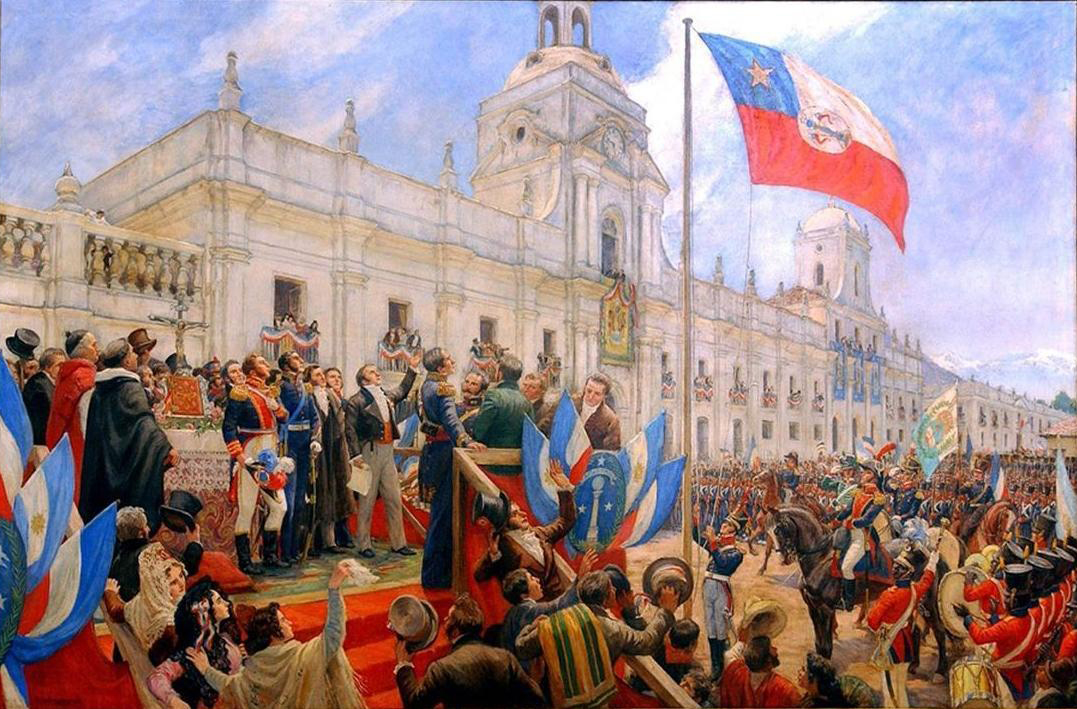
Tijdens de Onafhankelijkheidsverklaring werd vandaag voor het eerst de vlag gehesen.
Reproductie van het originele ontwerp.
Huidige vlag.

Op 12 februari 1818 werd de Chileense onafhankelijkheid uitgeroepen, nadat de hoofdstad Santiago op de Spanjaarden werd veroverd. Op dat moment werd wederom een nieuwe vlag aangenomen, die tot op heden gebruikt wordt.